# David Levithan
David Levithan (New Jersey, 7 settembre 1972) è uno scrittore statunitense.

## Biografia
David Levithan è nato nel 1972 in New Jersey. È uno dei direttori editoriali di Scholastic Press e fondatore di PUSH, il progetto Scholastic impegnato nella ricerca di nuove voci e nuovi autori ed è stato vincitore del Lambda Literary Award.
Ha esordito come scrittore nel 2003 con il romanzo Boy Meets Boy.

## Opere

### Romanzi
- Boy Meets Boy (2003), Milano, Fabbri, 2007 traduzione di Lia Celi ISBN 978-88-451-4209-3.
- Ogni giorno (Every day, 2012), Milano, Rizzoli, 2013 traduzione di Alessandro Mari ISBN 978-88-17-06533-7.
- Un altro giorno (Another day, 2015), Milano, Rizzoli, 2016 traduzione di Alessandro Mari ISBN 978-88-17-08679-0.
- Il nostro giorno (Someday, 2018), Milano, Rizzoli, 2019 traduzione di Chiara Codecà ISBN 9788817142045.

### Con Rachel Cohn
- Tutto accadde in una notte (Nick & Norahs infinite playlist), Milano, Mondadori, 2006 traduzione di Fabio Paracchini e Daniela Liucchi ISBN 978-88-04-59015-6.
- Va a finire che ti amo (Naomi and Elyʼs no kiss list, 2007), Milano, Mondadori, 2009 traduzione di Giuseppe Iacobaci ISBN 978-88-04-59405-5.
- Come si scrive ti amo (Dash & Lily's book of dares), Milano, Mondadori, 2010 traduzione di Maurizio Bartocci ed Elena De Giorgi ISBN 978-88-04-60358-0.

### Con John Green
- Will ti presento Will (Will Grayson, Will Grayson, 2010), Milano, Piemme, 2011 traduzione di Fabio Paracchini ISBN 978-88-566-1574-6.

### Con Andrea Cremer
- Invisibile (Invisibility, 2013), Roma, Newton Compton, 2016 ISBN 978-88-541-8632-3.

## Filmografia
- Nick & Norah - Tutto accadde in una notte, regia di Peter Sollett (2008) (soggetto)
- Va a finire che ti amo, regia di Kristin Hanggi (2015) (soggetto)
- Ogni giorno, regia di Michael Sucsy (2018) (soggetto)